# Marjorie Merriweather Post
Marjorie Merriweather Post (Springfield, Illinois, 15 de marzo de 1887-Washington D. C., 12 de septiembre de 1973) fue una empresaria estadounidense, socialité, filántropa y propietaria de General Foods, Inc. Empleó gran parte de su fortuna en el coleccionismo de arte, particularmente de la Rusia prerrevolucionaria, creando una importante colección, gran parte de la cual se exhibe en Hillwood, en la mansión que fue su residencia en Washington D. C. También es conocida por haber sido propietaria de Mar-a-Lago, en Palm Beach, Florida, que tras su muerte se convirtió en un centro turístico propiedad del empresario multimillonario y presidente estadounidense Donald Trump.

## Primeros años

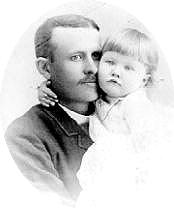
C. W. Post con su hija Marjorie.

Marjorie Merriweather Post nació en Springfield, en el estado de Illinois, hija única de C. W. Post, propietario de la empresa alimentaria Postum cereals, fundada en 1895, y Ella Letitia Merriweather. A los 18 años, Marjorie se casó con el banquero de inversiones Edward Bennett Close, con quien tuvo dos hijas, Adelaide y Eleanor. En 1914, cuando ella tenía 27 años, su padre enfermo se suicidó, heredando una vasta fortuna y su compañía. Se convirtió en la mujer más rica de los Estados Unidos, con una fortuna estimada en unos 250 millones de dólares.
En 1916 la familia se trasladó a Nueva York, cambiando su estilo de vida, claramente provinciano. Vivían en la mansión Burden, en la Quinta Avenida, que Marjorie decoró con muebles franceses del siglo XVIII, un estilo que se encontraba en boga entre la clase alta neoyorkina por aquel entonces. El marchante y gran conocedor del arte sir Joseph Duveen la ayudó a educar sus gustos y la adentró en el mundo de las artes decorativas, especialmente en los objets de vertu. 
Post asistió al Seminario y la Universidad de Mount Vernon (ahora el Campus Mount Vernon de la Universidad George Washington), institución educativa privada para mujeres. Desde entonces mantuvo una estrecha relación con su alma mater, actuando como una importante mecenas. Hoy, el Centro de Investigación de Colecciones Especiales de la GWU mantiene una colección de su correspondencia con los administradores de Mount Vernon; La colección completa de sus documentos personales, así como los de su padre, se encuentran custodiados en la Universidad de Míchigan.

## General Foods Corporation
Marjorie Merriweather Post se convirtió en la propietaria de Postum Cereal Company en 1914, tras la muerte de su padre, y fue directora de la compañía hasta 1958. Junto con su segundo esposo, E.F. Hutton, comenzaron a expandir el negocio y adquirir otras compañías alimentarias estadounidenses como Hellmann’s, Jell-O, Baker's Chocolate, Maxwell House entre otras. En 1929, Postum Cereal Company fue renombrada como General Foods Corporation. 
Mientras viajaba en su yate, el Hussar, conoció las innovaciones de Clarence Birdseye en Gloucester, Massachusetts, que había desarrollado una nueva forma de preservar los alimentos en el refrigerador. Entendiendo lo revolucionaria de esa técnica y las futuras ventajas de los alimentos congelados, compró la compañía de Birdseye, que finalmente se convertiría en un enorme éxito.

## Labor filantrópica
Post financió un hospital del ejército de los Estados Unidos en Francia durante la Primera Guerra Mundial y, décadas después, el gobierno francés le otorgó la Legión de Honor, en el grado de Comandante. A partir de 1929 y durante toda la Gran Depresión, financió y supervisó personalmente una base de alimentación del Ejército de Salvación en Nueva York. También donó el costo de la sede de los Boy Scouts de América en Washington. Años más tarde, en 1971, estuvo entre los primeros tres ganadores del Premio Silver Fawn, otorgados por los Boy Scouts de América. El lago Merriweather de 425 acres (172 ha) en Goshen Scout Reservation, en Goshen, Virginia, fue nombrado en su honor.
Donó 100,000 dólares al Centro Cultural Nacional en Washington, que luego se convertiría en el Centro John F. Kennedy para las Artes Escénicas. En 1955 contribuyó con otros 100,000 dólares a la Orquesta Sinfónica Nacional de Estados Unidos para realizar conciertos gratuitos que dieron lugar al Music for Young America Concerts, que financiaba anualmente. El Merriweather Post Pavilion, una sala de conciertos al aire libre en Columbia, Maryland, lleva su nombre.

## Estilo de vida

### Propiedades

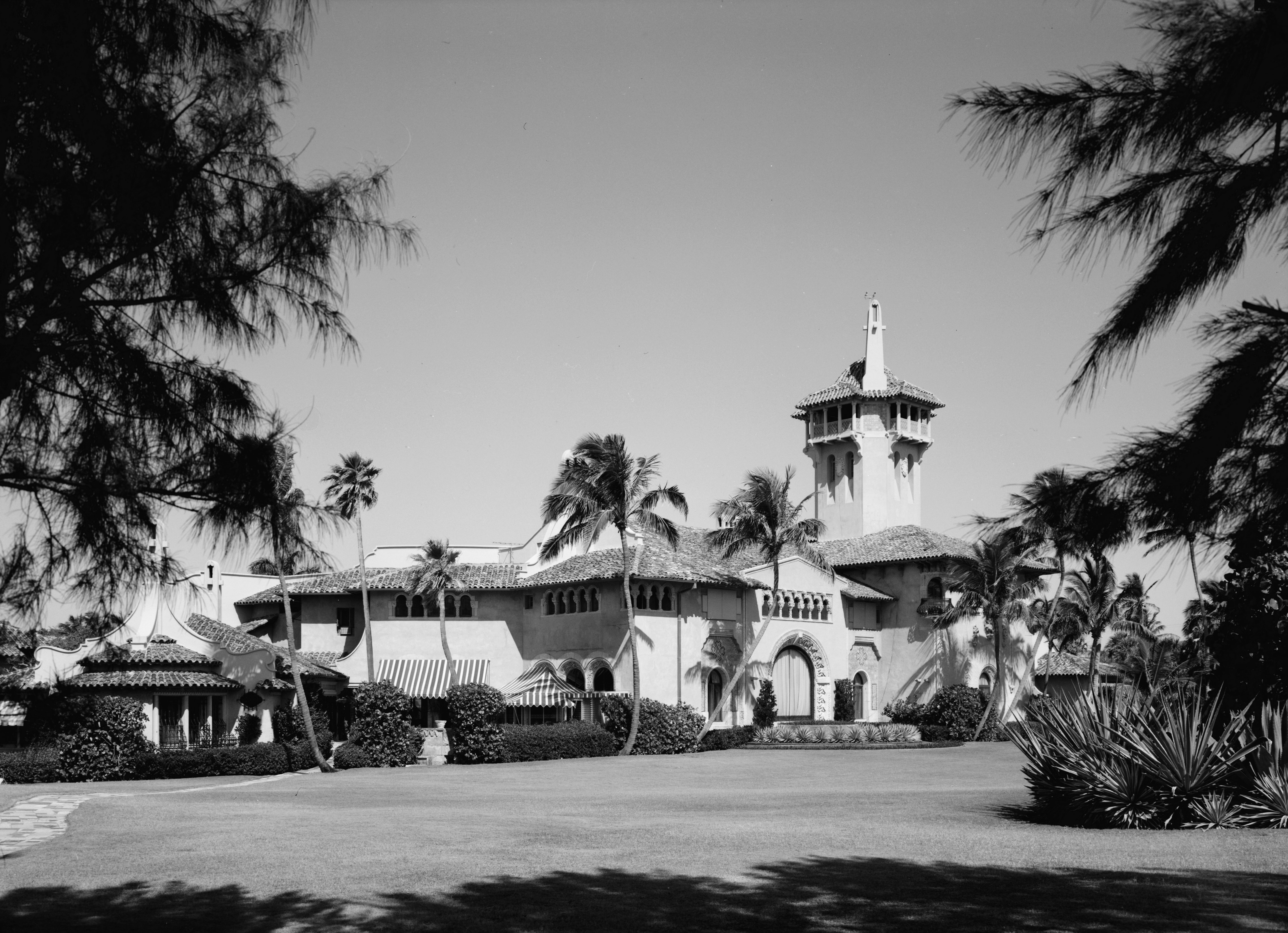
Mar-a-Lago

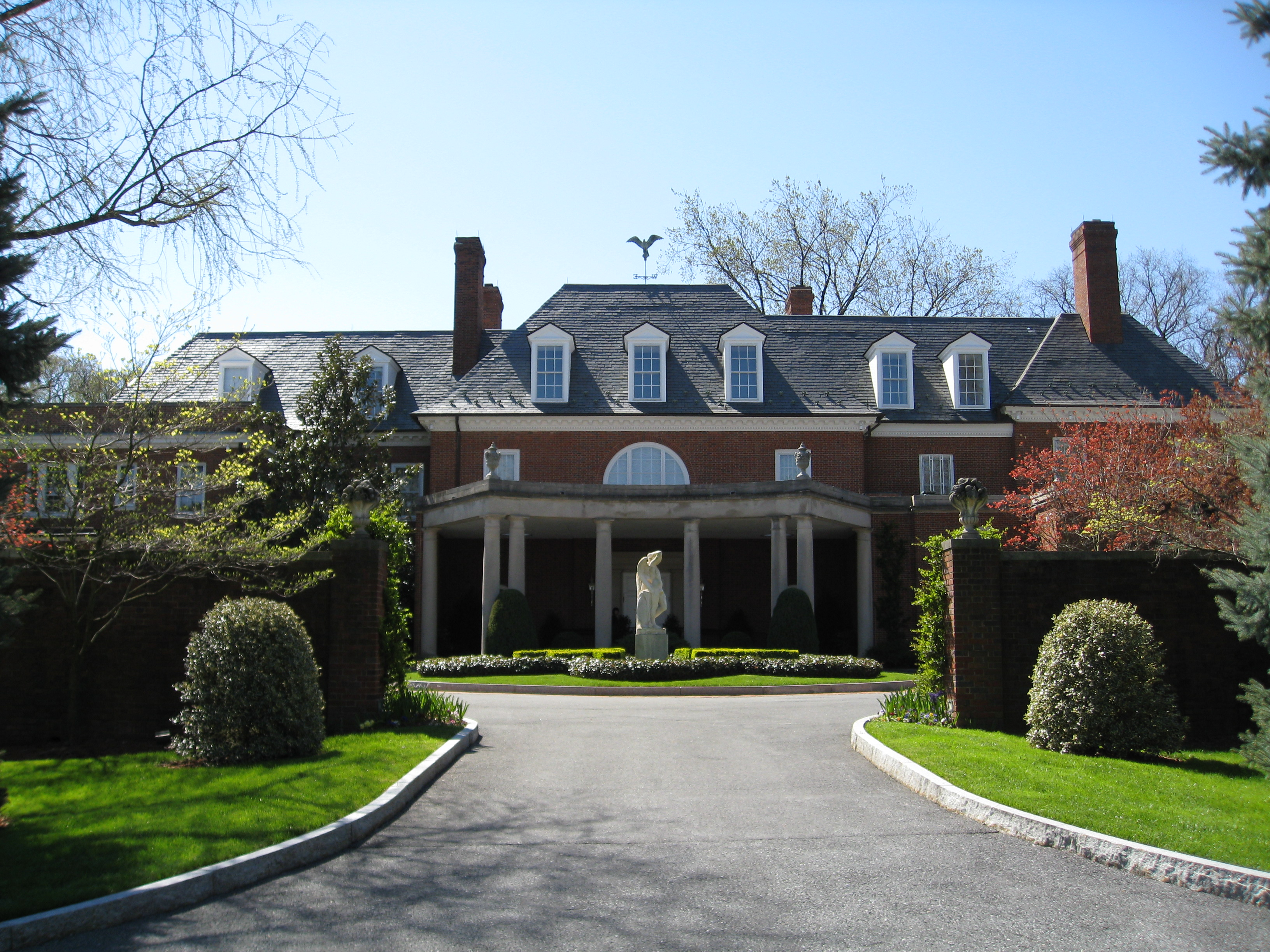
Hillwood, Washington D. C.

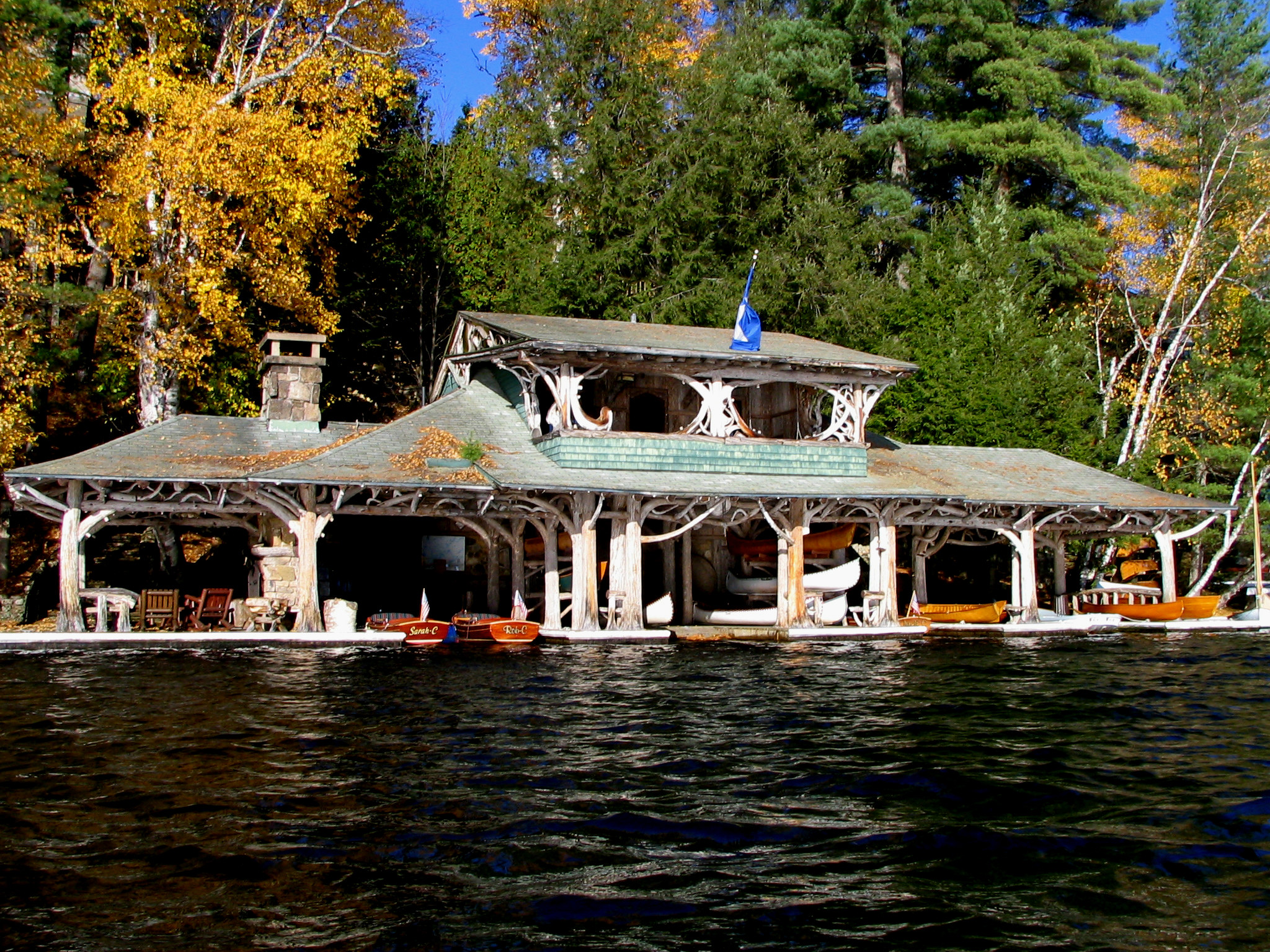
Boathouse en Camp Topridge

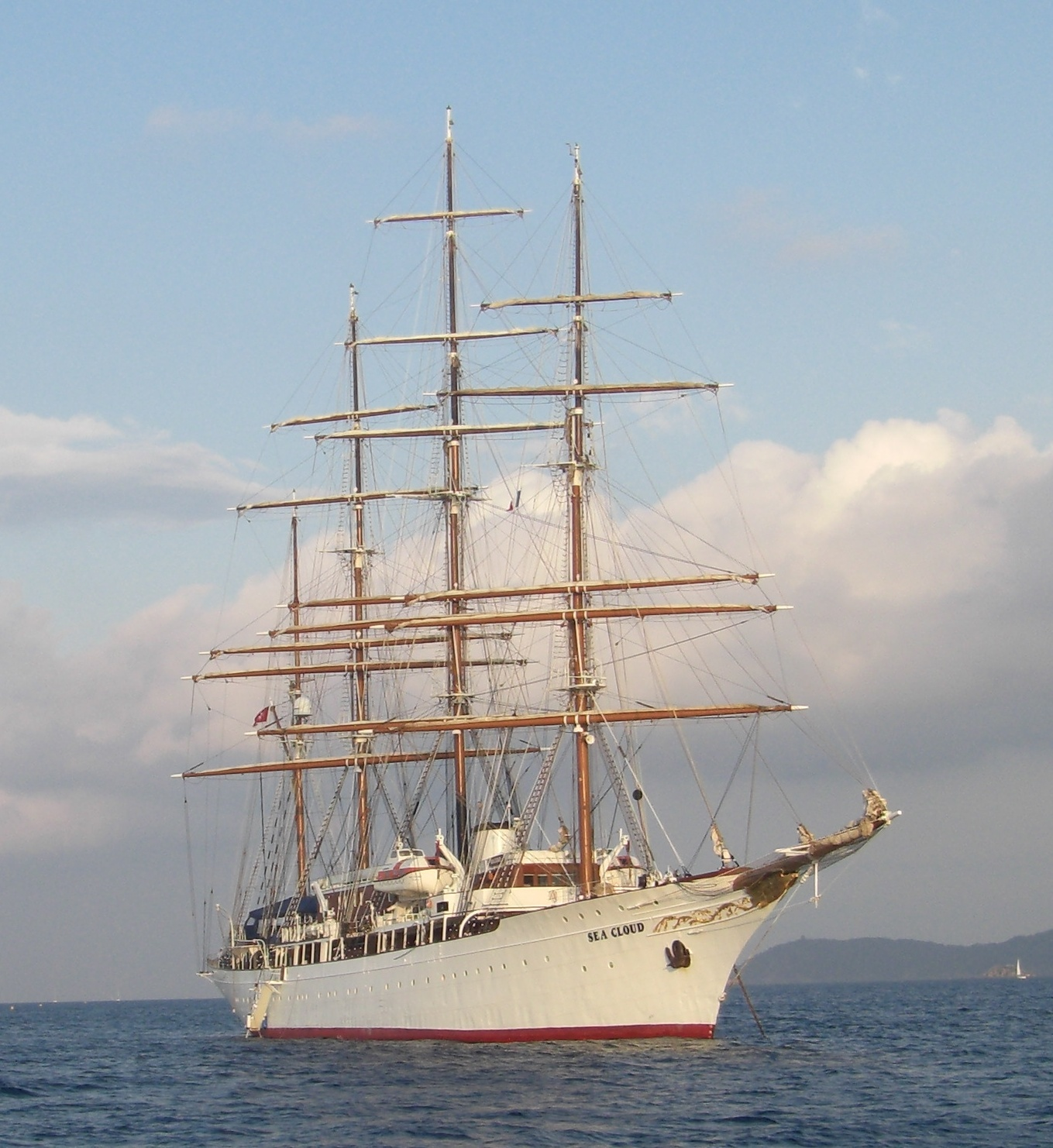
Sea Cloud

- Mar-a-Lago, Palm Beach, Florida. Post lo cedió al gobierno federal de los Estados Unidos en 1973 como una segunda residencia para presidentes y dignatarios extranjeros visitantes.[6] Sin embargo, la mansión nunca fue utilizada para este propósito y fue declarada Hito Histórico Nacional en 1980.[7][8]
- Hillwood, Washington D. C.. Funciona como un museo privado desde la muerte de Post y muestra su colección de arte francés y ruso.
- Camp Topridge, en las Montañas de Adirondack, en el estado de Nueva York. Considerado un "retiro rústico".[9] Incluía una cabaña principal y cabañas privadas para invitados, cada una con su propio mayordomo. Construido en 1923, llegó a contener unos 70 edificios, así como una dacha rusa, dentro de unos 300 acres. Fue uno de los dos únicos campamentos de Adirondack que se presentaron en la revista Life.
- Sea Cloud (Hussar V). Yate que fue diseñado personalmente por Post, y construido como reemplazo de su antiguo yate Hussar (RV Vema) para ella y su segundo esposo, E. F. Hutton, en 1931. En el momento de ser botado era el yate privado más grande del mundo.[10] Era un auténtico palacio flotante, con un interior lujosamente decorado, con habitaciones con muebles estilo Luis XVI y un baño de mármol rosa, una sala de cine y un quirófano con un equipo de doctores, por si se daba alguna urgencia. Después de su divorcio de Hutton, cambió el nombre del yate por Sea Cloud y continuó navegando con su nuevo esposo Joseph E. Davies. En 1942, Post cedió el yate a la Armada de los Estados Unidos por 1 dólar al año, sirviendo como guardacostas, se le retiraron los cuatro mástiles y se pintó su casco de gris. En 1944 fue dado de baja y se le devolvió, junto a la cantidad de 175.000 dólares para reconvertirlo a su anterior estado. Finalmente vendió el yate en 1955 al presidente de la República Dominicana, Rafael Leónidas Trujillo.
- Hillwood, Long Island. Construido en estilo Neo Tudor, en 1922 en Brookville (Nueva York). Marjorie vendió la propiedad a la Universidad de Long Island en 1954 por 200.000 dólares, siendo actualmente el campus más grande del centro con 1.24 km².

### Joyas
Algunas de las joyas de Marjorie Merriweather Post, legadas al Instituto Smithsoniano de Washington D. C., se exponen en la exhibición de Harry Winston. Entre las piezas de la colección había importantes joyas que mezclaban su valor material con un incalculable valor histórico. Entre ellas, el collar de 275 quilates (55 g) de diamantes que Napoleón dio a su esposa, la emperatriz María Luisa, también una tiara de diamantes y turquesas (originariamente eran esmeraldas) que fue propiedad de la misma emperatriz; unos pendientes  de diamantes en forma de pera, con un peso de 14 ct (2,8 g) y 20 ct (4 g), que una vez pertenecieron a María Antonieta; un anillo de esmeraldas y diamantes, que pertenecieron al emperador Maximiliano de México. También le pertenecía el Blue Heart Diamond, un anillo con un gran diamante azul en forma de corazón de 30.82 ct (6.164 g) y un gran collar Art déco de diamantes y esmeraldas de estilo hindú. A ellos se unen otras joyas, compradas a grandes firmas, como Cartier, Van Cleef & Arpels, Harry Winston, George W. Headley, etc.

### Colecionista de arte ruso
Durante la década de 1930, el gobierno soviético bajo Iósif Stalin comenzó a vender tesoros de arte y otros objetos de valor incautados a la dinastía Romanov y a aristócratas rusos después de la Revolución Rusa para conseguir divisas con las que sufragar sus programas de industrialización y armamento militar. 
En agosto de 1936, su tercer esposo, Joseph E. Davies, fue nombrado por el presidente Franklin D. Roosevelt embajador en la Unión Soviética, con la delicada tarea de mantener las buenas relaciones ruso-estadounidenses en una época en la que la Alemania nazi había acrecentado la tensión internacional (Renania había sido militarizada en marzo). La vida en Moscú no fue sencilla para el matrimonio, y las llamadas de Marjorie eran filtradas por la policía soviética. Sin embargo, su estancia en la capital permitía el acceso a esas obras de arte que habían llegado al mercado, y que constituía una oportunidad única. Con su gran instinto, Post adquirió una amplia variedad de objetos valiosos: pinturas, muebles, porcelana, iconos... Esta pasión por el coleccionismo fue compartida por su esposo. Los dieciocho meses que Post estuvo en la Unión Soviética acrecentaron su pasión por el arte ruso, algo que fue recurrente el resto de su vida, llegando a poseer la más exhaustiva colección de arte imperial ruso fuera de Rusia.
Muchos de los artículos de su colección se exhiben en Hillwood, su antigua propiedad. Hillwood ha funcionado como un museo privado desde la muerte de Post y muestra su colección de arte francés y ruso, que presenta trabajos de Fabergé, porcelana de Sèvres, muebles franceses, tapices y pinturas.

## Matrimonios
- Se casó en 1905 con el banquero de inversiones Edward Bennett Close, y se divorciaron en 1919. Tuvieron dos hijas:[19]
  - Adelaide Close (1908–1998), quien se casó tres veces,[18] con Thomas Wells Durant, Merrall MacNeille y Augustus Riggs IV.
  - Eleanor Post Close (1909–2006), más tarde conocida en los medios como "Eleanor Post Hutton", se casó seis veces,[18] con el director de cine Preston Sturges, Etienne Marie Robert Gautier, George Curtis Rand, Hans Habe, Owen D. Johnson (hijo del escritor Owen Johnson) y el director de orquesta Léon Barzin.

A través de su segundo matrimonio, Edward Bennett Close fue más tarde el abuelo paterno de la actriz Glenn Close.
- Se casó por segunda vez, en 1920, con el financiero Edward Francis Hutton, tío de la millonaria Barbara Hutton. Empresario de éxito, en 1923, se convirtió en el presidente de la junta de Postum Cereal Company, y desarrolló una gran variedad de productos alimenticios, incluidos Birdseye Frozen Foods. La compañía se convirtió en General Foods Corporation en 1929. La pareja disfrutó de una glamurosa vida social y Marjorie hospedó multitud de actos de beneficencia en sus propiedades de Long Island y Palm Beach. Post y Hutton se divorciaron en 1935. Tuvieron una hija:
  - Nedenia Marjorie Hutton (1923-2017), más conocida como la actriz Dina Merrill.

- En 1935 Post se casó con su tercer esposo, Joseph E. Davies, un abogado de Washington D. C. No tuvieron hijos y se divorciaron en 1955. Desde 1937 hasta 1938, en un período crucial previo a la Segunda Guerra Mundial, Davies trabajó como embajador estadounidense en la Unión Soviética, gobernada en ese momento por Iósif Stalin. La vida en Moscú no les resultó fácil, y las llamadas de Marjorie eran interceptadas por los servicios secretos soviéticos. Durante este tiempo, Davies y Post adquirieron gran parte de sus valiosas obras de arte rusas de las autoridades soviéticas.

- En 1958 se casó con su cuarto y último marido, Herbert A. May, un acaudalado hombre de negocios de Pittsburgh. Ese matrimonio terminó en divorcio en mayo de 1964 y posteriormente recuperó el nombre de Marjorie Merriweather Post.[19]

## Muerte
Post murió en su propiedad de Hillwood, Washington D. C., el 12 de septiembre de 1973, después de una larga enfermedad, y fue enterrada allí.  Dejó la mayor parte de su patrimonio a sus tres hijas, Adelaide Close, Eleanor Post Close y Nedenia Hutton.

## En la cultura popular
Aparece como personaje en la película Misión a Moscú de 1943, interpretada por Ann Harding.
Fue interpretada por Morgan Bradley en el documental The Food that Built America de 2019.
En 2008, J. J. Abrams produjo una película basada en el artículo "Mystery on Fifth Avenue" de The New York Times, que describe una extensa renovación de un tríplex emprendido por Eric Clough y el estudio de la arquitectura 212box, construido por Marjorie Merriweather Post en los años 1920,